# انتحار العذراوات
انتحار العذراوات (بالإنجليزية: The Virgin Suicides )‏ هو فيلم دراما نفسي من إخراج صوفيا كوبولا وبطولة جيمس وودز، أ. جيه. كوك، كاثلين ترنر، كيرستين دانست، جوش هارتنت، سكوت جلين ومايكل باري، صدر الفيلم في الولايات المتحدة في 21 أبريل 2000.

## روابط خارجية
- الموقع الرسمي
- انتحار العذراوات على موقع IMDb (الإنجليزية)
- انتحار العذراوات على موقع ميتاكريتيك (الإنجليزية)
- انتحار العذراوات على موقع روتن توميتوز (الإنجليزية)
- انتحار العذراوات على موقع نتفليكس (الإنجليزية)
- انتحار العذراوات على موقع قاعدة بيانات الأفلام العربية
- انتحار العذراوات على موقع ألو سيني (الفرنسية)
- انتحار العذراوات على موقع Turner Classic Movies (الإنجليزية)
- انتحار العذراوات على موقع أول موفي (الإنجليزية)
- انتحار العذراوات على موقع بوكس أوفيس موجو (الإنجليزية)
- انتحار العذراوات على موقع فيلمافينيتي (الإسبانية)

لم يتم العثور على روابط لمواقع التواصل الاجتماعي.